# 비어트리스 그레이
비어트리스 그레이(Beatrice Gray, 1911년 3월 3일 ~ 2009년 11월 25일)는 미국의 배우, 텔레비전 배우, 영화배우이다.
카시지에서 태어났으며 로스앤젤레스에서 사망하였다. 사인은 질병이다.

## 영화
- 라틴 러버스 (1953년)
- 내 모든 건 당신 것 (1952년)
- 사랑은 비를 타고 (1952년)
- 애보트와 코스텔로 3 (1949년) - 우먼 역
- 아윌 비 유어스 (1947년)
- 드라큐라의 집 (1945년)
- 히어 컴 더 웨이브스 (1944년)
- 로라 (1944년)